# لوكاس جونسون
لوكاس جونسون (بالسويدية: Lukas Jonsson)‏ هو لاعب كرة قدم سويدي في مركز حراسة المرمى، ولد في 21 أكتوبر 1992 في السويد. لعب مع أي كي سيريوس.

## وصلات خارجية
- لوكاس جونسون على موقع اتحاد السويد (السويدية)
- لوكاس جونسون على موقع قاعدة بيانات كرة القدم.إي يو (الإنجليزية)
- لوكاس جونسون على موقع Soccerway.com (الإنجليزية)